# 青春殘酷物語 (舞台劇)
《青春殘酷物語》（英文：Tomorrow Never Knows），是一齣由W創作社於1999年在香港藝術中心壽臣劇院公演的舞台劇，亦是W創作社的創團作，七場演出得到超過八成的票房，成績不俗。
原劇本曾獲市政局戲劇匯演的「最佳劇本獎」；改編電影版劇本於香港電影編劇家主辦的「第一屆全港電影劇本創作大賽」中獲「優異作品獎」，主度評判金庸並評選為亞軍；足本舞台劇版演出後，更被改編成電影《戀性世代》及商台廣播劇。
觀眾對於《青春殘酷物語》足本演出，一般認為反而不及市政局戲劇匯演般的驚艶，黃智龍認為當時執導技巧幼嫩有關，但總算為W創作社奠定年青化、生活感強的風格。

## 背景
《青春殘酷物語》的劇本原劇為45分鐘的短劇，創作靈感來自描述X世代的美國電影《四個畢業生》，曾獲市政局戲劇匯演的「最佳劇本獎」，編導黃智龍在1999年將劇本重新創作，於香港藝術中心壽臣劇院公演足本，為W創作社的創團作。
對於「青春」，劇本有這樣的定義：「青春是……當一般人認為是無聊頂透的事情，你卻視之為宗教信仰。而這些事情可以是你的初戀對象、模型玩意，甚至是一些個人原則等等。」
九十年代中，旺角充斥著售賣手機、翻版VCD及飾物但大同小異的商場，《青春殘酷物語》以此作為背景，講述主角Mac在一個大型商場，開設了一間小眾文化的澀谷系音樂店。

## 故事大綱
另類CD店店主Mac 與店內女 Sales 阿 Cat 互相傾慕，亦經常進行性行為，卻從不確認對方戀人的身份。因為他們深知愛情中不穩定的因數實在太多，根本不值得向對方作出任何承諾，那管兩人是何等的「匹配」：同樣的古怪思想、同等的墮落行為。阿Cat 終於離開了Mac。
另一個女子卻闖入Mac 的CD店：Michelle。Michelle 是一個處事十分冷靜的雜誌編輯。她認為每件事都是可以計算成果的，包括愛情。直至愛上了那個只強調原則自我的阿喲，Michelle 的人生便開始逆轉。
為了一些原則問題，Michelle主動向阿喲提出分手。但往後的日子，Michelle 卻不知不覺走到和阿喲第一次發生關係的地方（即Mac 的CD店），盼望能重遇阿喲。
Michelle這種愬笨的行為卻重燃了Mac 對愛情的希望。在狹窄的CD店內，Michelle和Mac日復日的分別等待著深愛的人：阿喲和阿Cat。結果令兩人相當失望……

## 演員表
- 陳正君飾 Mac
- 黃雪文飾 Cat
- 梁俊勇飾阿喲
- 朱子慧飾Michelle
- 劉子騰飾劉騰
- 陳麗芬飾Ada
- 黎志明飾Meo/群眾
- 張國華飾地產經紀/記者/巨型狗/警察/群眾

## 評價
- 《青春殘酷物語》的電影版劇本於香港電影編劇家主辦的「第一屆全港電影劇本創作大賽」中，獲「優異作品獎」，主度評判金庸先並評選為亞軍。
- 杜國威：「這個劇本相當難得，寫出了年青人的生活感覺……一個有技巧的編劇也未必寫到。」
- 陳嘉上：「這就是新一代的感覺、說話、想法！」
- 阿寬：「角色、對白有創意，好有青春感……對我寫作起衝擊作用：寫年青人應該就是這樣寫的！」
- 林夕：「反映出正常的現實：變態、神經質、歇斯底里！」

## 外部連結
- W創作社官方網頁 （页面存档备份，存于）
- W創作社Facebook 專頁 （页面存档备份，存于）
- W創作社微博 （页面存档备份，存于）